# Béloye (Adiguesia)
Béloye (del ruso: Белое) es un pueblo (selo) del raión de Krasnogvardéiskoye en la república de Adiguesia de Rusia. Está situado en la orilla derecha del Bélaya, 10 km al sudeste de Krasnogvardéiskoye y 61 km al noroeste de Maikop, la capital de la república. Tenía 2 926 habitantes en 2010
Es centro administrativo del municipio homónimo, al que pertenecen asimismo Bogursukov, Mirni, Novosevastopólskoye, Papenkov y Preobrázhenskoye.

## Historia
La localidad fue fundada en 1894

## Nacionalidades
De los 3 065 habitantes con que contaba en 2002, el 63.9 % era de etnia rusa, el 26.1 % era de etnia kurda, el 2.3 % era de etnia ucraniana, el 2.1 % era de etnia armenia y el 0.9 % era de etnia adigué.

## Transporte
Por la localidad pasa la carretera R253 Maikop-Ust-Labinsk.